# Oswald Grübel

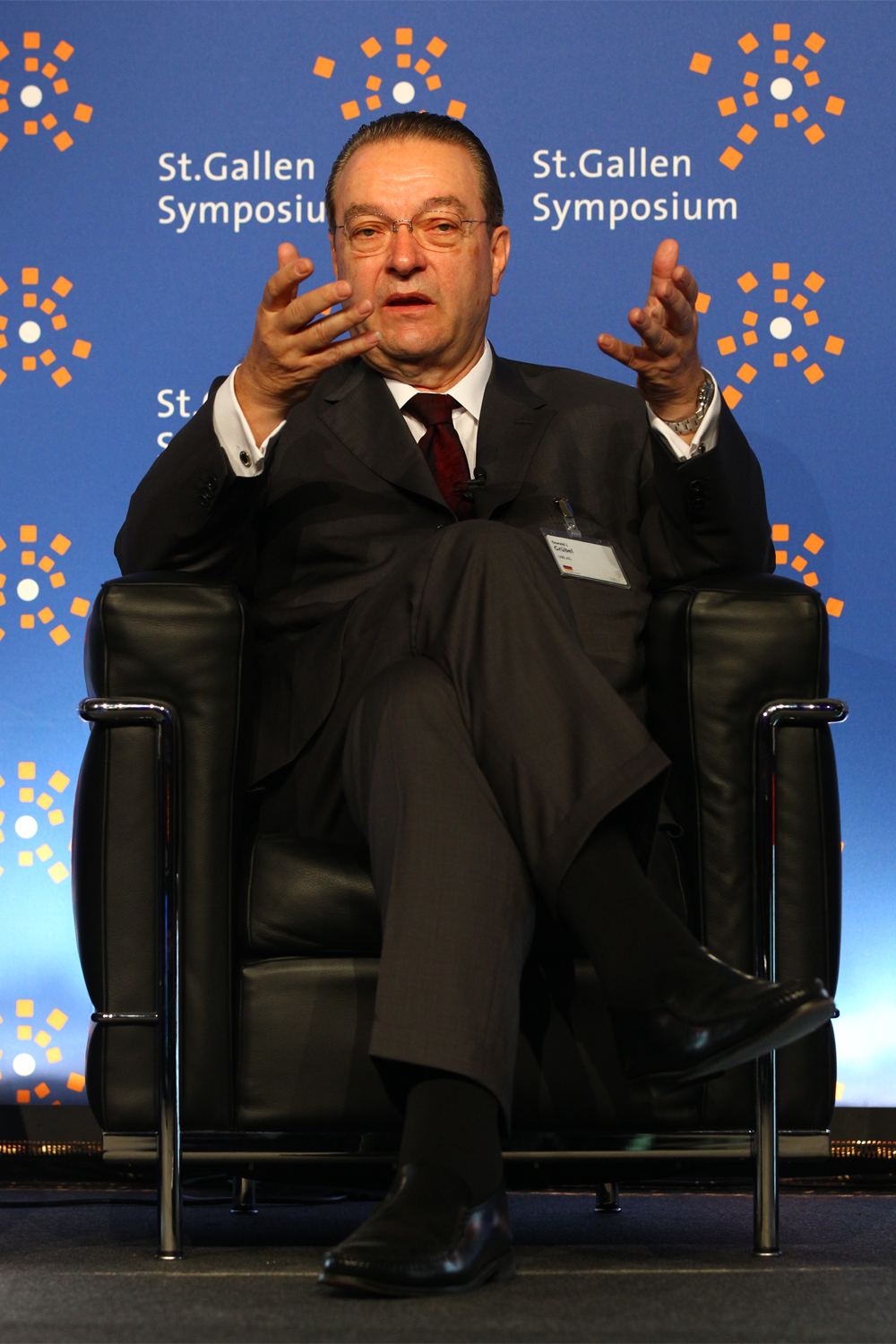
Oswald Grübel am 41. St. Gallen Symposium im Mai 2011

Oswald Jürgen Grübel  (* 23. November 1943 in Ilmenau) ist ein deutscher Bankmanager und war von 2009 bis September 2011 Konzernchef (CEO) des größten Schweizer Bankkonzerns UBS. Zuvor stand er von 2003 bis 2007 an der Spitze der Credit Suisse. 

## Leben
Nachdem Grübel im Zweiten Weltkrieg seine Eltern verloren hatte, wuchs er in den ersten neun Lebensjahren bei seinen Großeltern in Thüringen in der DDR auf. 1952 floh er in die Bundesrepublik Deutschland, wo ihn Verwandte in Frankfurt am Main bei sich aufnahmen. Ab 1961 absolvierte Grübel eine Ausbildung zum Bankkaufmann bei der Deutschen Bank in Mannheim und Frankfurt. 
Im Jahr 1970 wechselte Grübel in den Anleihehandel bei der zur Credit Suisse Gruppe gehörenden White Weld Securities in London und Zürich. Dort war er von 1978 bis 1985 Chief Executive Officer am Firmensitz in London. Danach stieg er zum Mitglied des Group Executive Board der Financière Credit Suisse First Boston in Zug auf. Zeitgleich wurde er Chairman der Credit Suisse First Boston Futures Trading in Zürich und der Credit Suisse First Boston Asia Ltd. in Singapur. Grübel übernahm verschiedene Führungspositionen in der Credit Suisse Gruppe, bevor er 1991 Mitglied der Geschäftsleitung der Credit Suisse wurde.
Als Mitglied des Executive Board der Credit Suisse First Boston wurde Grübel ab 1997 zusätzlich verantwortlich für die gesamten Handelsaktivitäten der Bank. Von 1998 bis 2001 war er Chef des Private Banking bei der Credit Suisse. Das Private Banking wurde Anfang 2002 der Credit Suisse Financial Services (CSFS) unter der Führung von Thomas Wellauer unterstellt. Grübel trat im Juli 2002 Wellauers Nachfolge an und wurde CEO bei CSFS.
Als der damalige Vorstandsvorsitzende und Verwaltungsratspräsident der Credit Suisse Lukas Mühlemann Ende 2002 wegen riskanter Geschäfte in die Kritik geriet und seine Ämter aufgab, wurde Grübel zusammen mit John J. Mack als Sanierer zum CEO der Gruppe bestimmt. Mitte 2004 verließ Mack die Bank, nachdem er sich mit Plänen für eine Fusion mit der Deutschen Bank beim Verwaltungsrat nicht durchsetzen konnte. Grübel wurde daraufhin alleiniger CEO.
Im Februar 2007 gab Grübel – zusammen mit einem Rekordergebnis – bekannt, dass er zum 4. Mai 2007 sein Amt aufgeben werde. Sein Nachfolger wurde Brady W. Dougan. Nach seinem Abschied von der Credit Suisse war er als unabhängiger Vermögensverwalter tätig. 
Am 26. Februar 2009 berief ihn der Verwaltungsrat der UBS zum Nachfolger von Marcel Rohner.
Am 24. September 2011 trat Grübel nach einem mutmaßlichen  Betrugsfall des Händlers Kweku Adoboli im Investmentbanking in London zurück. Interimistischer Nachfolger wurde Sergio Ermotti.
Seit Mai 2012 schreibt Grübel eine Kolumne in der Zeitung Schweiz am Sonntag (vormals Der Sonntag).
Aus erster Ehe hat Grübel eine Tochter. Er ist liiert und lebt in Wollerau.

## Vermögen
Sein Vermögen wurde 2012 vom Schweizer Wirtschaftsmagazin Bilanz auf 150 Millionen Schweizer Franken geschätzt, im Jahr 2021 auf 150 bis 200 Millionen Franken.